# Sogndal Lufthavn, Haukåsen

Sogndal Lufthavn, Haukåsen (nynorsk: Sogndal lufthamn, Haukåsen IATA: SOG, ICAO: ENSG) er en norsk lufthavn, som åbnede i 1971. Lufthavnen ejes og drives af Avinor. Den er beliggende på bjerget Haukåsen i Sogndal kommune i Sogn og Fjordane fylke, 20 km fra Sogndal centrum.
Haukåsen har meget smuk natur at byde på, og en flot udsigt over Sognefjorden.
Hollywood-filmen Spies Like Us, blev registreret i umiddelbar nærhed af lufthavnen.
Widerøe tjener lufthavnen, blandt andet med flyvninger til Oslo.

## Destinationer
|         | Flyselskab | Destinationer                                                 |
| ------- | ---------- | ------------------------------------------------------------- |
| Norge   | Widerøe    | Bergen-Flesland, Førde, Oslo-Gardermoen, Sandane, Ørsta-Volda |
| Letland | AirBaltic  | Sogndal-Riga via Bergen fra 2012                              |

61°09′26″N 7°08′17″Ø / 61.1572°N 7.1381°Ø